# Alcyonidium variegatum
Alcyonidium variegatum är en mossdjursart som beskrevs av Prouho 1892. Alcyonidium variegatum ingår i släktet Alcyonidium och familjen Alcyonidiidae. Inga underarter finns listade i Catalogue of Life.